# Chrono champenois-Trophée européen 2015
La 26e édition du Chrono Champenois-Trophée Européen a eu lieu le 13 septembre 2015. La course fait partie du calendrier international féminin UCI 2015 en catégorie 1.1. Elle est remportée par la Belge Ann-Sophie Duyck.

## Classements

### Classement final
| \| Classement général \| Classement général \| Classement général \| Classement général \| Classement général \| \| Coureur \| Coureur \| Pays \| Équipe \| Temps \| \| ------------------ \| ------------------------ \| ------------------ \| ------------------------------- \| ------------------ \| \| 1re \| Ann-Sophie Duyck \| Belgique \| Topsport Vlaanderen-Pro-Duo \| 46 min 46 s \| \| 2e \| Tiffany Cromwell \| Australie \| Velocio-SRAM \| + 20 s \| \| 3e \| Hayley Simmonds \| Royaume-Uni \| \| + 28 s \| \| 4e \| Amber Neben \| États-Unis \| BePink LaClassica \| + 29 s \| \| 5e \| Martina Ritter \| Autriche \| BTC City Ljubljana \| + 1 min 43 s \| \| 6e \| Vittoria Bussi \| Italie \| Servetto Footon \| + 2 min 19 s \| \| 7e \| Cecilie Gotaas Johnsen \| Norvège \| Hitec Products \| + 2 min 21 s \| \| 8e \| Aude Biannic \| France \| Poitou-Charentes.Futuroscope.86 \| + 2 min 29 s \| \| 9e \| Jaime Nielsen \| Nouvelle-Zélande \| BePink LaClassica \| + 2 min 39 s \| \| 10e \| Thrude Karlsen Natholmen \| Norvège \| \| + 2 min 47 s \| |                          |                  |                                 |              |
| |                          |                  |                                 |              |
| Source : Cycling Quotient |                          |                  |                                 |              |
| Classement général |                          |                  |                                 |              |
| Coureur | Coureur                  | Pays             | Équipe                          | Temps        |
| 1re | Ann-Sophie Duyck         | Belgique         | Topsport Vlaanderen-Pro-Duo     | 46 min 46 s  |
| 2e | Tiffany Cromwell         | Australie        | Velocio-SRAM                    | + 20 s       |
| 3e | Hayley Simmonds          | Royaume-Uni      |                                 | + 28 s       |
| 4e | Amber Neben              | États-Unis       | BePink LaClassica               | + 29 s       |
| 5e | Martina Ritter           | Autriche         | BTC City Ljubljana              | + 1 min 43 s |
| 6e | Vittoria Bussi           | Italie           | Servetto Footon                 | + 2 min 19 s |
| 7e | Cecilie Gotaas Johnsen   | Norvège          | Hitec Products                  | + 2 min 21 s |
| 8e | Aude Biannic             | France           | Poitou-Charentes.Futuroscope.86 | + 2 min 29 s |
| 9e | Jaime Nielsen            | Nouvelle-Zélande | BePink LaClassica               | + 2 min 39 s |
| 10e | Thrude Karlsen Natholmen | Norvège          |                                 | + 2 min 47 s |